# 腕組
腕組（うでぐみ）は、新沢基栄の漫画『3年奇面組』『ハイスクール!奇面組』『フラッシュ!奇面組』に登場する架空の集団。

## 概要
初登場は「腕組登場 マットの魔術師の巻」。スポーツにかけて万能を誇る集団。クラスは9組。スポーツで大活躍するためか色男組に次いで女子にモテており、運動神経抜群のためか番組に次いで喧嘩も強いと割と万能集団。他の組と同じく勉強は苦手。“スポーツだけは長けている”という唯一の自信を保つために、授業中でも教室の隅でトレーニングをしている（石砂先生曰く「スポーツ以外は大人しい」）。スポーツ大会では奇面組と対決することが多く、出番もライバル集団の中では多いほうだった。アニメでの制服の色は青。
『キャラレル・ワールド』の回におけるパラレルワールドの腕組は変態集団になっており、本来の世界の零と唯は二人してずっこけ、「わかっていても、やっぱりこの落差は耐え難い（唯曰く）」とうろたえていた。 
原作では最初の高校受験では駆津校を受けるものの、塊がバスケットボール大会での後遺症で錯乱状態に陥って失踪したため、メンバー全員大遅刻で留年。翌年の受験で奇面組同様一先高校を受験し、のちに応生高校との統合を経て一応高校に進学する。

## メンバー
雲童 塊（うんどう かい）
声 - 堀内賢雄
昭和40年生まれ 身長：170cm 体重：60kg 血液型:A型 好物:カス漬
腕組のリーダー。運動神経が取り得だが、特定の運動部に所属せず、いつも掛け持ちしている。自宅の長屋もトレーニング仕様であちこちに仕掛けがある。また身体特製ギプスをつけている。スポーツ大会では零や似蛭田妖をライバルとすることが多く、特に零に対しては連載初期から様々な勝負でやり合っているライバルのような関係。しかし大抵奇面組の変態パワーの前に敗れていたが、バスケットボール大会では苦戦の末、勝利を収めた。主人公に勝ったことのある『週刊少年ジャンプ』連載では珍しい人物。なお、この時に頭を強打した後遺症で時々錯乱状態（二頭身）に陥ることがある。根は単純な目立ちたがり屋で漫画のタイトルを『3年塊くん』にしようと提案した事もある。
父は丈（じょう）。双子の姉に命（めい）がおり、幼いころから訓練していた。
スポーツ大会では様々な秘儀を繰り出すがネーミングセンスは悪い。またルールをよく知らないのでルール違反に抵触しているのだが、相手は大抵零なのでお互いにその事実に気づかない（ただし周囲からは呆れられている）。
校内異種格闘技戦ではアクロバット代表として出場。二階胴面一を持ち前の運動神経で倒すが、世界市強にお株を奪われる形で敗れる。
高校卒業後の進路はプロ野球巨人軍のプロテストを受験。彼以外は体育大に進学した。
作者曰く「単純で熱血少年」としてデザイン。モデルは『巨人の星』の星飛雄馬。 名前も結構気に入っているとコメントしている。読者から色男組リーダーの切出翔との顔の類似点を指摘されたことがあるが、彼のほうがくせっ毛でしかめっ面をしていると作者は回答している。
名の由来「運動会」。
亜切須 腱（あきれす けん）
声 - 伊沢弘、広中雅志（3話）
身長：175cm 体重：65kg
サブリーダー。リーゼントに似た髪型が特徴。読者から色男組の節戸決と似ていると指摘されたことがあるが、彼のほうが地味な顔をしている。双子の姉・美衣奈（みいな）がいる。
名の由来 「アキレス腱」。
印田灰 進（いんたはい すすむ）
声 - 大塚芳忠
身長：175cm 体重：65kg
浅黒い肌と細い目が特徴。メンバーの中では自己顕示欲は薄い方。
名の由来 「インターハイ進む」。作者は名前をつけた時噴き出したという。
今條 豊（こんじょう ゆたか）
声 - 塩屋浩三、田中亮一（46話）
身長：165cm 体重：55kg
髪型は丸坊主。家が貧乏なため、教室での隠れトレーニングの時は道具を使わない腕立て伏せをしている。読者から色男組の矛利高志と似ていると指摘されたことがある。
運動会の五人騎馬戦における、必殺秘技「ハチマキとってお馬さん殺し」では蹴りの部分を担当していた。
名の由来 「根性豊か」。
筋 力（すじ ちから）
声 - 堀川亮、塩屋浩三（42話）、竹村拓（46話）
身長：170cm 体重：60kg
腕組の中でも最も筋力がある。並みのキャッチャーなら吹き飛ばしてしまう塊の投球を受け止めることができるのは彼だけ。
名の由来 「筋力（きんりょく）」。

## 番外編での腕組
「ちょっとSFシリーズ」ではチトタリン王国防衛基地「イチオウ・ベース」の部隊チーム・ナンバー9空軍部隊「ウデ」として登場。召集の際、「同じ事言わすな」と文句を言っていた。他のメンバーは進と豊のみ描かれていた・専用マシンは高速戦闘機「ハングリ9」。
「刑事編」では塊が容疑者の一人として、他のメンバーは健と力が警官として登場する。
読切『3年奇面組場外編 ひまわり・ちゅーりっぷ』では塊と健がプロレスをスタンド席で観戦していたが、ひまわり・ちゅーりっぷに逃げ出し、席を譲る形になってしまう。

## 脚註
1. 1 2  新沢基栄「（保存版）奇面組キャラクター名鑑＜男性編＞」『ハイスクール!奇面組 第10巻』集英社〈ジャンプ・コミックス〉、1985年6月15日、ISBN 4-08-851356-8、145頁。
2. ↑  Popeye増刊「対戦型奇面組キャラクターカード大図鑑」『帰ってきた ハイスクール!奇面組』マガジンハウス、2000年12月1日、雑誌27136-12/01、87頁。
3. 1 2 3 4  新沢基栄「熱血一家!?の巻」『ハイスクール!奇面組 第18巻』集英社〈ジャンプ・コミックス〉、1987年8月15日、ISBN 4-08-851368-1、172頁。
4. ↑  アニメでのバスケットボール大会（高校時代）では、放送当時新ルールとされたスリーポイントシュートで逆転され、敗北している。
5. 1 2  新沢基栄「ウラ話コーナー 各集団のおいたち№6　腕組」『3年奇面組 第2巻』集英社〈ジャンプ・コミックス〉、1984年12月15日、ISBN 978-4-08-851342-3、116頁。
6. 1 2 3  新沢基栄「ウラ話コーナー ファンに指摘されたそっくりキャラ」『3年奇面組 第2巻』148頁。
7. ↑  新沢基栄「校内バスケット大会その(6)　運動神経対変態神経の巻」『3年奇面組 第2巻』116頁。
8. ↑  TEAM MUSCLE編「奇面組30の謎 Q17 各「組」のサブリーダーって誰?」『奇面組解体全書』集英社〈ジャンプコミックスセレクション〉、2002年4月24日、ISBN 4-8342-1683-7、53頁。